# Gemerský Sad
Gemerský Sad – wieś (obec) na Słowacji położona w kraju bańskobystrzyckim, w powiecie Revúca. Pierwsze wzmianki o miejscowości pochodzą z roku 1258.
Według danych z dnia 31 grudnia 2012, wieś zamieszkiwały 282 osoby, w tym 144 kobiety i 138 mężczyzn.
W 2001 roku rozkład populacji względem narodowości i przynależności etnicznej wyglądał następująco:
- Słowacy – 37,5%
- Czesi – 1,25%
- Romowie – 7,5%
- Węgrzy – 53,75%

Ze względu na wyznawaną religię struktura mieszkańców kształtowała się w 2001 roku następująco:
- Katolicy rzymscy – 16,56%
- Grekokatolicy – 0,31%
- Ewangelicy – 14,69%
- Ateiści – 19,38%
- Nie podano – 0,31%